# Philiodoron cinereum
Philiodoron cinereum är en fjärilsart som beskrevs av Clench 1957. Philiodoron cinereum ingår i släktet Philiodoron och familjen träfjärilar. Inga underarter finns listade i Catalogue of Life.